# 선도중학교
선도중학교(仙道中學校)는 대한민국 충청남도 아산시 선장면 군덕리에 있는 공립 중학교이다.

## 학교 연혁
- 1923년 4월 1일 : 선장국민학교 개교
- 1954년 10월 5일 : 선도중학교 개교
- 2003년 3월 1일 : 선장초ㆍ선도중 현대화 시범학교 통합
- 2023년 9월 1일 : 통합학교 제9대 주진호 교장 부임
- 2025년 1월 6일 : 선장유치원 44회(3명, 총 637명) 수료, 선장초 101회(6명, 총 12,671명) 졸업, 선도중 70회(7명, 총 9,189명) 졸업
- 2025년 3월 4일 : 선장초 104회(1명), 선도중 73회(6명) 입학

## 참고 자료
- 선도중학교 - 한국교육학술정보원 학교알리미